# Сали-ага
Сали-ага Ђеврлић (познат под надимком Руднички Бик) је био заповедник (мутеселим) Рудничке нахије у време дахија. Негде се помиње да се презивао Делевић или Ђеврић.

## Биографија
Не зна се кад је рођен. Био је брат Кучук-Алије. Рођен је на Руднику, у породици Ђеврлића. Био је познат по окрутности, оргијању, разврату и увођењу права прве брачне ноћи.
Тражио је да му се младе доводе пред чардак, где би бирао најлепшу, како би користио право прве брачне ноћи.
Организовао је оргије и у околним селима, тако што би у селу одабрао три девојке и дао им титуле: краља, краљице и барјактара. Прве две би га двориле - „краљ“ би га појила ракијом, „краљица“ би га хранила, а трећа држала барјак (заставу) да одржава весеље.
Јеремија Живановић је забележио да су сватови морали прво доћи пред агу и пред њим певати следећу песму:
Куп' се, бер' се, коло игра
да дочека Сали агу,
Сали агу дику нашу!
...
Сали ага проговара:
"Сад ми душа бајрам има
кад ми млада коло води".
Уз бројна друга злодела, 1803. је спалио и опљачкао манастир Никоље Рудничко.

## Први српски устанак
У фебруару 1804, пет стотина устаника под командом Арсенија Ломе и Петра Трешњевчанина опседају Рудник у коме се налазе пет стотина јаничара под командом Сали-аге, Али-аге Џавића из Ужица и муселима Пљакића из Карановца (данашње Краљево). Тако почиње први српски устанак.
По доласку у Рудник, 19. фебруара, Карађорђе је одмах позвао Турке Рудничане на разговор. Намеравао је да покуша без борбе да створи јаз међу Турцима приврженим дахијама (дошљаци) и Турцима Рудничанима (староседеоци), који су били одани султану. Вођа рудничких муслимана, Токатлић, прихвата Карађорђев позив на предају и преноси га Сали-аги, који то прво прихвата, али онда траже додатно време за напуштање Рудника. Карађорђе, сумњајући у њихове намере, одлучује да нападне, а Сали-ага, у намери да га предухитри, напада први. После краће борбе се повлачи, а на бојишту остаје 86 мртвих јаничара. Након тога, Карађорђе заузима рудничку тврђаву 11. марта, а „Турке“ протерују. По једној верзији, Сали-ага се тако спашава, али такође постоји и прича да га је 2. марта 1804. погубио лично Танаско Рајић.
Милан Ђ. Милићевић у књизи „Кнежевина Србија“ каже да су се Турци пробили и побегли уз пар мртвих, а да су у граду остале само жене и деца, које су устаници пустили да оду.
Према књизи „Ратна лукавства српске војске 1804-1815“, ток догађаја је мало другачији: желећи да се освети Сали-аги за учињена зла и нанесену срамоту српским девојкама, Карађорђе је одредио ојачану чету (одред) бораца и исте ноћи упутио је да постави заседу на ужичком путу „повише неке старе Црквине, на Рудничиштима, одакле се пут за Чачак одваја“. Сутрадан рано 29. фебруара Сали-ага са својом дружином напустио је град и пошао путем за Ужице. На путу је уочио многе трагове, што му је говорило да су Срби негде на путу и чекају у заседи, па је пошао путем преко Јелениног гроба. Али није имао у виду да га је Карађорђе пратио. У исто време Арсеније Лома и Петар Кара, прозревши намеру непријатеља, отпочели су с пребацивањем снага за постављање заседе ка чачанском путу. Стигли су да из покрета отворе бочну ватру на Турке у галопу, којима је с леђа пристизао Карађорђе. У унакрсној ватри погинуло је више од 200 непријатељских војника, међу којима Џавић и Пљако. Сали-ага је имао срећу па је извукао живу главу.
Помиње се да је Сали-ага заједно са Грком Диогеном помогао књазу Милошу да се излечи од неке венеричне болести од које је боловао, али се не каже када је то било.
Сва је прилика да је Сали-ага погинуо тек 1815, током 2. српског устанка, када је погинуо и Арсеније Лома. Према том извору, сахрањен је у дворишту старе рудничке школе; па опет, код М.Ђ. Милићевића се у „Кнежевини“ Сали-ага уопште не помиње као учесник овог догађаја, а тако је и у Милутиновићевој Историји Србије 1813-1815.